# D’Arros
D’Arros ist eine kleine Insel im westlichen Indischen Ozean. Sie zählt geographisch zu den Amiranten und politisch zu den Outer Islands der Inselrepublik Seychellen. Die Insel gehörte bis 2012 der L’Oréal-Erbin Liliane Bettencourt, der Verkaufspreis betrug 60 Millionen US-Dollar.

## Geographie
Die dicht bewachsene Insel liegt 255 Kilometer südwestlich von Mahé, der Hauptinsel der Seychellen, und nur zwei Kilometer nordwestlich des Saint-Joseph-Atolls, ist von diesem jedoch durch 60 bis 62 Meter tiefes Wasser (wesentlich tiefer als weite Bereiche der Amirantenbank) eines 1,1 km breiten Kanals deutlich getrennt. D’Arros erhebt sich kaum mehr als drei Meter über den Meeresspiegel. Die flache Insel aus Korallensand ist oval mit einer Orientierung Nordost–Südwest und hat eine Landfläche von knapp 1,5 km². Die Insel sitzt auf einem ähnlich orientierten Plattformriff, das 2,8 × 1,4 km misst. Eine seichte Sandspitze erstreckt sich 800 Meter von der Insel nach Nordosten. Die Insel liegt im nördlichen Bereich des Riffs. Trockenfallende Riffbereiche erstrecken sich 250 bis 400 Meter breit im Süden, während im Norden nur ein 75 Meter schmales Saumriff liegt.
Ein Großteil der Inselfläche ist mit Kokosnusspalmen und Casuarina equisetifolia bewachsen. Ein kleiner Teil wird für den Eigenverbrauch der Bewohner kultiviert.
Die Insel hat 40 Einwohner. An der Küste und im Inneren von D’Arros befinden sich einige Wirtschafts- und Wohngebäude. Ein größeres Gebäude ist für die Benutzung durch Gäste, die die Insel mieten, vorgesehen und die kleineren, ständig bewohnten Gebäude für das Personal.
Eine im Südwesten gelegene 975 Meter lange, unbefestigte Start- und Landebahn (ICAO-Code FSDA) teilt die Insel optisch in zwei Sektoren. Es gibt keine regelmäßigen Linienflüge, jedoch zweigen Linienflüge zur benachbarten Desroches-Insel gelegentlich nach D’Arros ab.

## Geschichte
Die Insel wurde im 18. Jahrhundert von europäischen Seefahrern entdeckt. Der Inselname geht auf den französischen Marineoffizier Jean-François d’Arros d’Argelos zurück, der von 1770 bis 1771 Marinekommandant auf Mauritius (damals Île de France) war. Obwohl hier von Natur aus Kokospalmen wuchsen, legten französische Kolonialisten früher zusätzlich Plantagen zur Kopragewinnung an.
Die Insel befindet sich in Privatbesitz. Ein Neffe des letzten Schahs Mohammad Reza Pahlavi kaufte D’Arros 1975, er stellte die kommerzielle Nutzung ein und förderte den Naturschutz; 1998 wurde die Insel an einen Dritten weiterverkauft. Zwischenzeitlich war sie im Besitz von Liliane Bettencourt, die D’Arros im August 2012 veräußerte.